# Monumento al Rey Jagellón
El Monumento al Rey Jagellón (en inglés, King Jagiełło Monument) es un monumento ecuestre de Vladislao II Jagellón, rey de Polonia y gran duque de Lituania, ubicado en el Central Park de la ciudad de Nueva York (Estados Unidos). El monumento conmemora la Batalla de Grunwald, una derrota decisiva de la Orden Teutónica en 1410. Originalmente hecho para el pabellón polaco de la Feria Mundial de Nueva York de 1939, el monumento se instaló permanentemente en Central Park en 1945. Levantada sobre su gran pedestal, es una de las veintinueve esculturas ubicadas en el parque de manera más destacada e impresionante.

## Descripción
El monumento está ubicado con vista al extremo este de Turtle Pond, frente al castillo de Belvedere y justo al sureste del Great Lawn. Al noreste está la Aguja de Cleopatra y más allá, el Museo Metropolitano de Arte.
El monumento conmemora la Batalla de Grunwald (1410), donde los caballeros polacos y lituanos apoyados por los caballeros rutenos, checos y tártaros derrotaron a la Orden Teutónica. Se muestra al rey Władysław II Jagiello sentado sobre un caballo con dos espadas cruzadas sobre su cabeza como símbolo de desafío y de la unión de las fuerzas polaco-lituanas. Conocidas como las Espadas de Grunwald, fueron la invitación a la batalla ofrecida al rey ya su aliado Vytautas el Grande en un gesto irónico de Ulrich von Jungingen, Gran Maestre de la Orden Teutónica. El arquitecto consultor jefe de parques Aymar Embury II (1880–1966) diseñó el pedestal de granito. POLONIA está inscrita en ambos lados del plinto. El nombre de Ostrowski está grabado en la esquina inferior derecha delantera.

## Historia
El monumento de bronce fue creado para el pabellón polaco de la Feria Mundial de Nueva York de 1939 por el escultor polaco Stanisław K. Ostrowski (1879-1947). Se encontraba en la entrada de la feria en el parque Flushing Meadows-Corona de Queens. Es una réplica de un monumento al rey Jagiello en Varsovia que los alemanes convirtieron en balas para la Segunda Guerra Mundial después de que entraron y ocuparon la capital de Polonia.
Como resultado de la invasión alemana de Polonia que marcó el comienzo de la Segunda Guerra Mundial, el personal y el equipo del pabellón polaco de la Exposición Universal se vieron obligados a permanecer en los Estados Unidos. A diferencia de gran parte del resto del pabellón que se vendió al Museo Polaco de América en Chicago, el monumento permaneció en Nueva York, en parte gracias a que el alcalde Fiorello H. La Guardia presionó públicamente para conservar la estatua. La estatua fue entregada a la ciudad de Nueva York por el Comité del Monumento al Rey Jagiello, con el apoyo del gobierno polaco en el exilio en julio de 1945, cuando fue colocada permanentemente en Central Park con la cooperación del último cónsul de la Segunda República Polaca o Polonia precomunista en Nueva York, conde Józef Kazimierz Krasicki y desvelada por él.
El monumento fue conservado en 1986 por Central Park Conservancy.